# Georges Coudray
Pour les articles homonymes, voir Coudray.
Georges Coudray est un homme politique français, né le 2 juin 1902 à Évran (Côtes-du-Nord, aujourd'hui Côtes-d'Armor), mort le 10 janvier 1998 à Saint-Malo (Ille-et-Vilaine). Il est député d'Ille-et-Vilaine pour le Mouvement républicain populaire (MRP) entre 1945 et 1968 et le dernier maire de Paramé, avant la fusion de la commune avec Saint-Malo en 1967.

## Biographie
Il nait à Évran, une commune rurale du val de Rance, dans les Côtes-du-Nord, entre Rennes et Saint-Malo, où son père est garagiste, issu d'une famille d'agriculteurs. Après des études de pharmacie et de chirurgien-dentiste à la faculté de Nancy, il s'installe à Paramé, commune limitrophe de Saint-Malo, y créant une pharmacie (l'actuelle pharmacie située en haut du boulevard Rochebonne).
Après guerre, il se lance en politique et élu député lors des élections pour l'Assemblée nationale constituante de 1945. Il le restera jusqu'en 1968 (sauf entre 1951 et 1953 et entre 1955 et 1958). Pionnier du logement social après-guerre, il présida la Commission de la reconstruction et des dommages de guerre en 1945. Il est également juré à la Haute Cour de justice à partir de fin 1946. 
Il est élu maire de Paramé en 1955 et le restera jusqu'à la fusion de la commune avec Saint-Malo en 1967, fusion pour laquelle il milita (Saint-Malo fusionnera également au même moment avec Saint-Servan). Il défend le projet de l'usine marémotrice de la Rance (mise en service en 1966).  
Il est aussi vice-président de l'Amicale du MRP jusqu'à sa mort.

## Mandats
Député
- 21/10/1945 - 10/06/1946 : député d'Ille-et-Vilaine (Assemblée nationale constituante de 1945)[1]
- 02/06/1946 - 27/11/1946 : député d'Ille-et-Vilaine (Assemblée nationale constituante de 1946)[1]
- 10/11/1946 - 17/04/1951 : député d'Ille-et-Vilaine[1]
- 04/11/1951 - 01/12/1955 : député d'Ille-et-Vilaine[1]
- 30/11/1958 - 09/10/1962 : député de la sixième circonscription d'Ille-et-Vilaine[1]

Conseiller général
- 27 avril 1958 - ? : membre du conseil général d'Ille-et-Vilaine (élu dans le canton de Dinard)

Conseiller municipal / maire
- 1955 - 1967 : maire de Paramé

## Vie privée
Il épouse en 1933, Madeleine Cambray, une professeur agrégée d'anglais dont il a 5 enfants :
- Alain (né en 1934), administrateur général des Affaires maritimes
- Marie-Claire (1936-2003), psychologue
- François (1938-1982), médecin
- Yves (né en 1942), avocat et professeur de droit public à la Faculté de droit et de science politique de l'université de Rennes 1
- Georges (né en 1943), pharmacien biologiste, ancien président du Crédit mutuel de Bretagne[2]

## Ouvrage
- Loger les Français : comment résoudre la crise actuelle ?, éd. SERP, 1948[4].

## Hommage

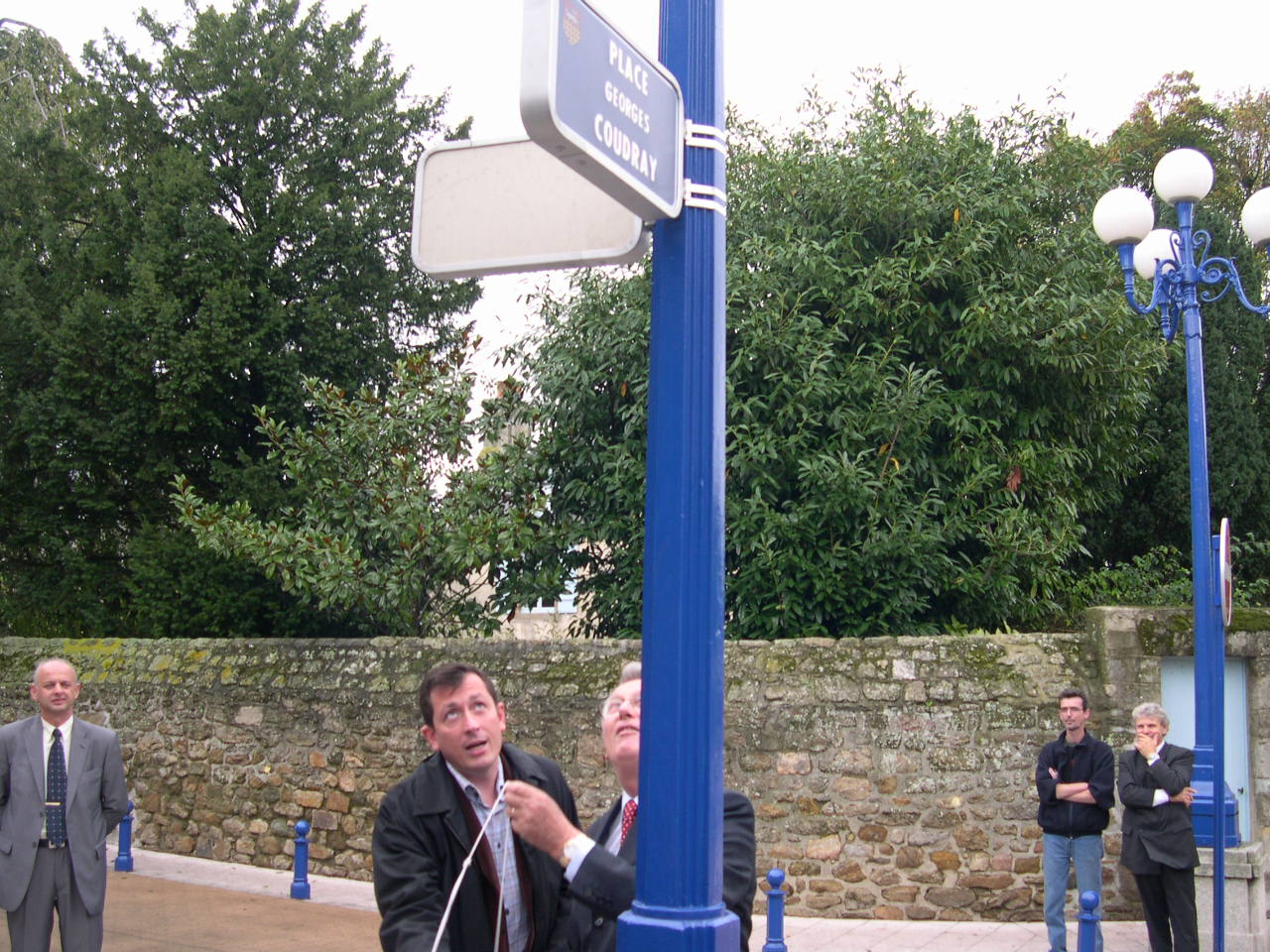
Dévoilement de la plaque de la place Georges Coudray par son petit-fils Georges Coudray III et le maire de Saint-Malo, René Couanau.

La place devant l'ancienne mairie de Paramé (ancienne place de l'Ancien-prieuré) a été renommée place Georges-Coudray en octobre 2005. 